# 迪士尼樂園鐵路 (巴黎)
迪士尼樂園鐵路（英語：Disneyland Railroad），前稱歐洲迪士尼樂園鐵路（Euro Disneyland Railroad），是法國馬恩河谷巴黎迪士尼樂園度假區的一項遊樂設施和運輸系統。該軌距3英尺（914毫米）的窄軌鐵路於1992年4月12日巴黎迪士尼樂園開幕當天隨即啟用，其軌道總長7,150英尺（2,180），主要作為遊客在主題園區之間來往所用的交通工具。

## 乘坐
甫進入巴黎迪士尼樂園內，遊客即可在美國小鎮大街看見迪士尼樂園鐵路的其中一個車站。遊客可以自此乘搭鐵路前往其他主題園區，列車上則會在經過指定景點時播放一段預錄的英、法雙語景點介紹。
列車在駛離大街車站後會首先經過幻影莊園的建築，並以拉洋片技術及運用野生動物與風暴效果重現大峽谷的風景。鐵路在穿過遠西河（Rivers of the Far West）後方以後，便會停靠於邊域世界車站。隨後列車會進入探險世界園區，遊客可以從列車上看見印第安納瓊斯與危險寺廟及加勒比海盜的內部。
其後列車會停靠位處幻想世界英國區域、鄰近小飛俠天空之旅及愛麗絲迷宮等遊樂設施的另一座車站，遊客可在此處眺望幻想世界全域的景觀。在駛離幻想世界車站後，列車更會駛過小小世界建築的正面。
最後，列車會到達位於米奇幻想曲和星際遨遊－冒險再續上方的探索世界車站，其後隨即返回美國小鎮大街。

迪士尼樂園鐵路車站
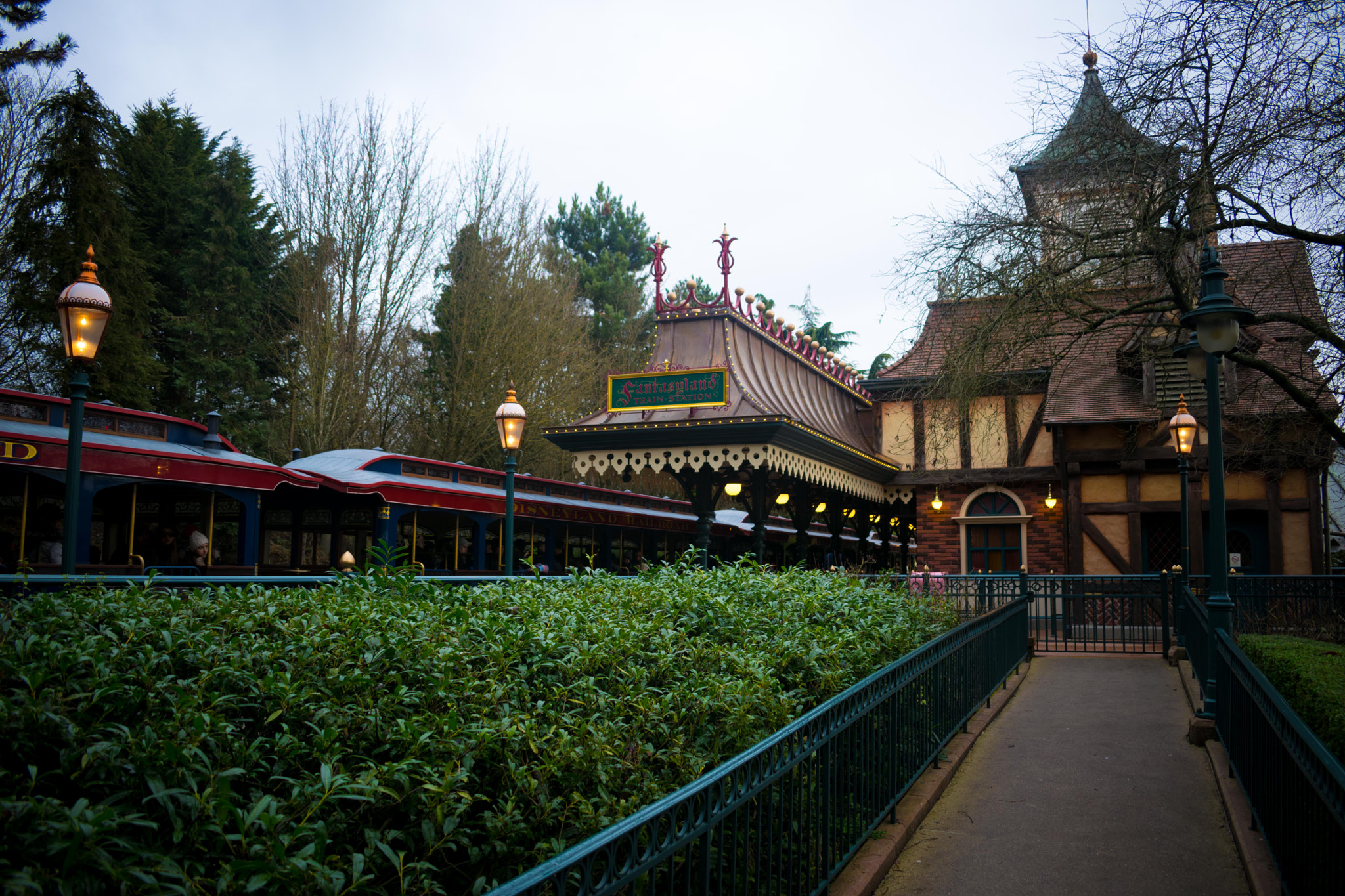
幻想世界車站

## 車輛
迪士尼樂園鐵路現時共有四輛機車軸式為4-4-0的蒸汽機車，首三輛為休·菲利普斯工程於1992年建造，最後一輛則於1993年由塞弗恩·蘭姆公司建造。鐵路的全部四輛機車均以在加州迪士尼樂園的同名鐵路上行駛的「C.K. Holliday」機車為原型，且兩者除外觀不同以外，所有規格均完全相同。另外亦為每輛機車配置一組五輛的客車，故共設有二十輛。
| 迪士尼樂園鐵路機車 | 迪士尼樂園鐵路機車 | 迪士尼樂園鐵路機車 | 迪士尼樂園鐵路機車 | 迪士尼樂園鐵路機車 | 迪士尼樂園鐵路機車   | 迪士尼樂園鐵路機車 | 迪士尼樂園鐵路機車 | 迪士尼樂園鐵路機車 |
| 機車名稱           | 紀念者             | 圖片               | 機車軸式           | 建造日期           | 建造者               | 編號               | 使用日期           | 備註               |
| ------------------ | ------------------ | ------------------ | ------------------ | ------------------ | -------------------- | ------------------ | ------------------ | ------------------ |
| W.F. Cody          | 水牛比爾           |                    | 4-4-0 （美國式）   | 1991年－ 1992年    | 休·菲利普斯 工程公司 | 40137              | 1992年4月－        | [ a ]              |
| C.K. Holliday      | 齊魯斯·K·霍利德    |                    | 4-4-0 （美國式）   | 1991年－ 1992年    | 休·菲利普斯 工程公司 | 40135              | 1992年4月－        | [ b ]              |
| G. Washington      | 喬治·華盛頓        |                    | 4-4-0 （美國式）   | 1991年－ 1992年    | 休·菲利普斯 工程公司 | 40136              | 1992年4月－        | [ c ]              |
| Eureka             | —                  |                    | 4-4-0 （美國式）   | 1993年             | 塞弗恩· 蘭姆公司     | 14358              | 1993年5月          | [ d ]              |

## 事故
2013年1月2日晚上8時40分，「W.F. Cody」列車駛進邊域世界車站時，其第一及第二輛客車之間的連繫意外斷開，導致連接斷開的三輛客車在沒有機車牽引下撞向正在靠站的第一輛客車。當時列車上共載有43名遊客及4名樂園工作人員；事故發生後，39名遊客隨即由其他工作人員護送離開車廂，另外4名受輕傷的遊客則送往就近醫院檢查，並在沒有大礙下自行出院。其後經過調查，巴黎迪士尼樂園的一名發言人表示，是由於列車的一個輪子脫軌導致了該起事故的發生。